# Муллеус
Муллеус (лат. mulleus, первоначально лат. calceus mullius) — древнеримская мужская кожаная обувь, атрибут лиц знатного происхождения. С точки зрения фасона (лат. calceus) должна была закрывать лодыжку — обувь этого фасона входила в состав официального, парадного облачения (в сочетании с тогой) и отличала людей свободного происхождения (рабам носить calcei было запрещено). Особенностью муллеуса была красноватая окраска — предполагается, что она отличала патрициев (тогда как обувь сенатора была чёрной) и что происходил этот обычай, возможно, от красной обуви этрусских царей. Само слово, первоначально означавшее именно цвет, по-видимому, является производным от лат. mullus — кефаль (некоторые виды этой рыбы имеют красноватую окраску).